# Iran ai Giochi della XV Olimpiade
L’Iran ha partecipato ai Giochi della XV Olimpiade, svoltisi a Helsinki dal 19 luglio al 3 agosto 1952, con una delegazione di 22 atleti impegnati in 4 discipline, aggiudicandosi 3 medaglie d'argento e 4 medaglie di bronzo.

## Medagliere

### Per discipline
| Sport             | Oro | Argento | Bronzo | Totale |
| ----------------- | --- | ------- | ------ | ------ |
| Lotta libera      | 0   | 2       | 3      | 5      |
| Sollevamento pesi | 0   | 1       | 1      | 2      |
| Totale            | 0   | 3       | 4      | 7      |

### Medaglie
| Medaglia | Atleta               | Sport             | Evento       |
| -------- | -------------------- | ----------------- | ------------ |
| Argento  | Nasser Givehchi      | Lotta libera      | Pesi piuma   |
| Argento  | Gholam Reza Takhti   | Lotta libera      | Pesi medi    |
| Argento  | Mahmoud Namdjou      | Sollevamento pesi | Pesi gallo   |
| Bronzo   | Mahmoud Mollaghasemi | Lotta libera      | Pesi mosca   |
| Bronzo   | Tofigh Jahanbakht    | Lotta libera      | Pesi leggeri |
| Bronzo   | Abdollah Mojtabavi   | Lotta libera      | Pesi welter  |
| Bronzo   | Ali Mirzai           | Sollevamento pesi | Pesi gallo   |